# Imre Győrffy
Imre Győrffy (24 de dezembro de 1905, data de morte desconhecida) foi um ciclista húngaro que competiu no ciclismo nos Jogos Olímpicos de Verão de 1936, representando a Hungria.